# Руміньяві
Руміньяві (*Rumiñahui, близько 1490 —25 червня 1535) — військовий діяч часів падіння інкської імперії Тауантінсую, боровся проти іспанських конкістадорів.

## Життєпис

### Молоді роки
Походив з династії Верхнього Куско. Син Уайни Капака, 3-го Сапа Інки, та Нарі Аті, представниці знаті Кіту (колишньої держави на території Еквадору). При народжені отримав ім'я Піл'яуасо II.
Військовий досвід отримав під час походів свого батька проти племен в області Кіту, відзначився у битвах проти племені карангі. Під час походів змінив ім'я на Руміньяві, тобто «Кам'яне око». Причини цього невідомі: за однією версією під час однієї з сутичок втратив око, замість якого вставив штучне — кам'яне, за іншою — за військові здібності.
Після смерті у 1527 році Уайни Капака та сходження на трон Уаскара, Руміньяві залишився на півночі. З початком війни за владу між Каскаром та Атауальпою, Руміньяві брав участь у всіх битвах, сприяючи перемозі останнього. Після битві при річки Котапампа, де Атауальпа переміг Уаскара, Руміньяві не пішов до Куско, а повернувся на північ імперії.

### Війна з іспанцями
Після поразки при Кахамарці та полону імператора Атауальпи, Руміньяві закріпився в області Кіту. Сюди підійшло 5 тисяч інкських вояків, що стояли біля Кахамарки. Незабаром він зміг затвердитися як незалежний володар північної частини імперії інків. Саме Руміньяві організував збір викупу за Сапа Інку. Понад три місяців інки за наказом Руміньяві збирали золото і срібло. При цьому у 1533 році Руміньяві планував рушити на Кахамарку, щоб визволити Атауальпу, проте в стадії підготовки до походу іспанці стратили Атауальпу. Дізнавшись про страту Атауальпою, Руміньяві забрав зібрані інками скарби і відправив на територію сучасного Еквадору, де в горах Л'янханатес сховав скарби, які за легендою налічували від кількох сотень кілограмів до фантастичних 750 тонн. За іншими переказами, Руміньяві змушений був скинути скарби в прірву через наближення загону іспанців, який Пісарро спрямував на перехоплення золота.
У січні 1534 році проти Руміньяві виступив один з капітанів Франсіско Пісарро — Себастьян де Беналькасар. Спочатку Руміньяві спрямував загін на чолі з Чак'якіштою проти іспанців, які на той час знаходилися на території племені пальта, біля фортеці Пакісапа. Проте Беналькасар легко переміг останнього. Беналькасар продовжив свій похід, рухаючись тепер уже по території племені каньярі. Він дав своїм людям тижневий відпочинок у Тумебамбе (сучасне місто Куенка). Тут на бік іспанців перейшло плем'я каньярі, спрямувавши на допомогу Беналькасару 3 тис. вояків.
3 травня 1534 року Руміньяві зустрів іспанців біля містечка Теокахаса, де відбулася запекла битва. Тут інки зазнали важкої поразки, проте іспанці вимушені були відступити, обрати інший шлях до Кіто. Спроби Руміньяві влаштувати іспанцям пастки зазнали невдачі внаслідок зради. Біля Ріобамби Руміньяві ще раз намагався знищити конкістадорів, але зазнав невдачі. Також Руміньяві невдалося зупинити похід іспанців у битвах при річці Амбато, Латакунгі, Панкальо.
Наприкінці червня Беналькасар підійшов до Кіту. Руміньяві вдалося випередити кінноту іспанців, він залишив місто за п'ять днів до їх появи. Він повіз із собою скарби міста, 11 родичів Атауальпи і 4000 жінок благородного походження, відступивши до лісистої провінції Юмбо. При відступі Руміньяві звелів підпалити імператорські палаци і склади. Також він запропонував нареченим Сонцям (жрицям) залишити Кіту, але ті відмовилися. натомість Руміньяві наказав стратити 300 жриць, щоби ті не дісталися ворогові.
Незабаром Руміньяві об'єднався з Тукоманго, вождем Латакунги, Кінгалумбой, вождем індіанців-чільо, і Сопе-Сопауа, який був правителем регіону на північ від Амбато, зібравши 15 тис. вояків та рушив на іспанців, які залишилися в Кіту. У запеклій битві Руміньяві намагався відвоювати Кіту, але зазнав важкої поразки, втративши весь свій обоз. Після цього до Беналькасара приєднався Дієго де Альмагро. Попри все Руміньяві продовжував спроби перемогти загарбників у битвах у долині Чільо, річки Пінта, м. Лірібамба.
У цій ситуації Руміньяві вирішив створив у горах потужну базу, отаборившись на горі Поруз з Пільяро. Тут він став чекати на прихід військ інків на чолі з Кіскісом. Водночас до військ Беналькасара та Альмагро приєдналися загони Педро де Альварадо. Незабаром відбулася вирішальна битва Руміньяві з іспанцями при Пільяро, де інки зазнали цілковитої поразки. Руміньяві намагався сховатися серед гір, що очолити партизанських рух, але внаслідок зради потрапив у полон.
Після тривалих тортур за наказом Беналькасара, який намагався довідатися про скарби Сапа Інки Атауальпи, Руміньяві було страчено на площі Кіту 25 червня 1535 року.